# Olympische Winterspiele 2010/Snowboard – Halfpipe (Männer)
Der Halfpipe-Wettbewerb der Männer bei den Olympischen Winterspielen 2010 wurde am 17. Februar 2010 im Wintersportgebiet Cypress Mountain ausgetragen. Es fanden eine Qualifikation, ein Halbfinale und das Finale statt. Am Start waren 39 Sportler. Im Finale konnte sich der US-Amerikaner Shaun White den Olympiasieg vor den Finnen Peetu Piiroinen und Scotty Lago aus den Vereinigten Staaten holen.

## Ergebnis

### Qualifikation

#### Gruppe 1
| Rang | Athlet            | Nation              | Läufe | Läufe | Punkte | Qualifikation |
| Rang | Athlet            | Nation              | 1     | 2     | Punkte | Qualifikation |
| ---- | ----------------- | ------------------- | ----- | ----- | ------ | ------------- |
| 001  | Shaun White       | Vereinigte Staaten  | 45,8  | 10,8  | 45,8   | Finale        |
| 002  | Ryō Aono          | Japan               | 33,2  | 43,1  | 43,1   | Finale        |
| 003  | Louie Vito        | Vereinigte Staaten  | 26,1  | 41,8  | 41,8   | Finale        |
| 004  | Aluan Ricciardi   | Frankreich          | 25,4  | 37,9  | 37,9   | Halbfinale    |
| 005  | Zeng Xiaoye       | Volksrepublik China | 14,0  | 32,8  | 32,8   | Halbfinale    |
| 006  | Mathieu Crepel    | Frankreich          | 32,6  | 2,5   | 32,6   | Halbfinale    |
| 007  | Ben Kilner        | Großbritannien      | 21,5  | 32,1  | 32,1   | Halbfinale    |
| 008  | Gary Zebrowski    | Frankreich          | 31,6  | 18,7  | 31,6   | Halbfinale    |
| 009  | Ben Mates         | Australien          | 28,3  | 29,6  | 29,6   | Halbfinale    |
| 010  | James Hamilton    | Neuseeland          | 5,2   | 28,0  | 28,0   |               |
| 011  | Janne Korpi       | Finnland            | 26,5  | 15,6  | 26,5   |               |
| 012  | Kim Ho-jun        | Südkorea            | 8,4   | 25,8  | 25,8   |               |
| 013  | Markus Keller     | Schweiz             | 13,6  | 20,4  | 20,4   |               |
| 014  | Ståle Sandbech    | Norwegen            | 9,1   | 20,1  | 20,1   |               |
| 015  | Rubén Vergés      | Spanien             | 9,4   | 19,5  | 19,5   |               |
| 016  | Roger Kleivdal    | Norwegen            | 15,7  | 18,4  | 18,4   |               |
| 017  | Christian Haller  | Schweiz             | 8,0   | 16,0  | 16,0   |               |
| 018  | Dolf van der Wal  | Niederlande         | 14,5  | 11,8  | 14,5   |               |
| 019  | Michał Ligocki    | Polen               | 10,8  | 11,1  | 11,1   |               |
| 020  | Manuel Pietropoli | Italien             | 9,3   | 5,2   | 9,3    |               |

#### Gruppe 2
| Rang | Athlet              | Nation              | Läufe | Läufe | Punkte | Qualifikation |
| Rang | Athlet              | Nation              | 1     | 2     | Punkte | Qualifikation |
| ---- | ------------------- | ------------------- | ----- | ----- | ------ | ------------- |
| 001  | Peetu Piiroinen     | Finnland            | 44,0  | 45,1  | 45,1   | Finale        |
| 002  | Kazuhiro Kokubo     | Japan               | 42,1  | 42,5  | 42,5   | Finale        |
| 003  | Iouri Podladtchikov | Schweiz             | 36,3  | 41,4  | 41,4   | Finale        |
| 004  | Greg Bretz          | Vereinigte Staaten  | 36,2  | 41,3  | 41,3   | Halbfinale    |
| 005  | Markku Koski        | Finnland            | 39,3  | 11,9  | 39,3   | Halbfinale    |
| 006  | Scotty Lago         | Vereinigte Staaten  | 39,0  | 28,4  | 39,0   | Halbfinale    |
| 007  | Kohei Kudo          | Japan               | 3,2   | 37,1  | 37,1   | Halbfinale    |
| 008  | Markus Malin        | Finnland            | 32,8  | 36,7  | 36,7   | Halbfinale    |
| 009  | Justin Lamoureux    | Kanada              | 12,6  | 35,4  | 35,4   | Halbfinale    |
| 010  | Arthur Longo        | Frankreich          | 34,5  | 32,4  | 34,5   |               |
| 011  | Christophe Schmidt  | Deutschland         | 9,8   | 32,3  | 32,3   |               |
| 012  | Scotty James        | Australien          | 7,6   | 28,2  | 28,2   |               |
| 013  | Brad Martin         | Kanada              | 11,2  | 27,5  | 27,5   |               |
| 014  | Sergio Berger       | Schweiz             | 7,3   | 26,2  | 26,2   |               |
| 015  | Daisuke Murakami    | Japan               | 15,1  | 23,5  | 23,5   |               |
| 016  | Tore Holvik         | Norwegen            | 23,1  | 19,6  | 23,1   |               |
| 017  | Jeff Batchelor      | Kanada              | 14,9  | 18,5  | 18,5   |               |
| 018  | Mitchell Brown      | Neuseeland          | 18,4  | 15,2  | 18,4   |               |
| 019  | Shi Wancheng        | Volksrepublik China | 15,8  | 18,0  | 18,0   |               |

### Halbfinale
| Rang | Athlet           | Nation              | Läufe | Läufe | Punkte |
| Rang | Athlet           | Nation              | 1     | 2     | Punkte |
| ---- | ---------------- | ------------------- | ----- | ----- | ------ |
| 001  | Markus Malin     | Finnland            | 42,9  | 21,9  | 42,9   |
| 002  | Greg Bretz       | Vereinigte Staaten  | 42,1  | 38,0  | 42,1   |
| 003  | Scotty Lago      | Vereinigte Staaten  | 41,3  | 16,2  | 41,3   |
| 004  | Mathieu Crepel   | Frankreich          | 37,2  | 22,6  | 37,2   |
| 005  | Markku Koski     | Finnland            | 37,1  | 12,8  | 37,1   |
| 006  | Justin Lamoureux | Kanada              | 36,2  | 20,2  | 36,2   |
| 007  | Gary Zebrowski   | Frankreich          | 20,1  | 36,1  | 36,1   |
| 008  | Kohei Kudo       | Japan               | 30,6  | 33,5  | 33,5   |
| 009  | Aluan Ricciardi  | Frankreich          | 33,2  | 12,8  | 33,2   |
| 010  | Zeng Xiaoye      | Volksrepublik China | 32,9  | 16,2  | 32,9   |
| 011  | Ben Mates        | Australien          | 3,6   | 27,5  | 27,5   |
| 012  | Ben Kilner       | Großbritannien      | 3,1   | 17,0  | 17,0   |

### Finale
| Rang | Athlet              | Nation             | Läufe | Läufe | Punkte |
| Rang | Athlet              | Nation             | 1     | 2     | Punkte |
| ---- | ------------------- | ------------------ | ----- | ----- | ------ |
| 001  | Shaun White         | Vereinigte Staaten | 46,8  | 48,4  | 48,4   |
| 002  | Peetu Piiroinen     | Finnland           | 40,8  | 45,0  | 45,0   |
| 003  | Scotty Lago         | Vereinigte Staaten | 42,8  | 17,5  | 42,8   |
| 004  | Iouri Podladtchikov | Schweiz            | 42,4  | 17,6  | 42,4   |
| 005  | Louie Vito          | Vereinigte Staaten | 39,1  | 39,4  | 39,4   |
| 006  | Markku Koski        | Finnland           | 36,4  | 25,0  | 36,4   |
| 007  | Justin Lamoureux    | Kanada             | 33,8  | 35,9  | 35,9   |
| 008  | Kazuhiro Kokubo     | Japan              | 30,5  | 35,7  | 35,7   |
| 009  | Ryō Aono            | Japan              | 32,9  | 29,1  | 32,9   |
| 010  | Mathieu Crepel      | Frankreich         | 25,9  | 8,7   | 25,9   |
| 011  | Markus Malin        | Finnland           | 16,7  | 18,6  | 18,6   |
| 012  | Greg Bretz          | Vereinigte Staaten | 18,3  | 13,0  | 18,3   |